# Ischnus cinctipes
Ischnus cinctipes är en stekelart som först beskrevs av Walsh 1873.  Ischnus cinctipes ingår i släktet Ischnus och familjen brokparasitsteklar. Inga underarter finns listade i Catalogue of Life.